# لوكا أوين
لوكا أوين (مواليد 14 مارس 2003) هو لاعب كرة قدم بلجيكي يلعب في مركز خط الوسط في نادي جينك.

## روابط خارجية
- لوكا أوين على موقع الاتحاد الأوربي (الإنجليزية)
- لوكا أوين على موقع الاتحاد البلجيكي (الإنجليزية)
- لوكا أوين على موقع قاعدة بيانات كرة القدم.إي يو (الإنجليزية)
- لوكا أوين على موقع Soccerbase.com (لاعب) (الإنجليزية)
- لوكا أوين على موقع Soccerway.com (الإنجليزية)
- لوكا أوين على موقع عالم كرة القدم.نت (الإنجليزية)